# Pont de Skye
Le pont de Skye, en anglais Skye Bridge, en écossais Drochaid an Eilein, est un pont routier du Royaume-Uni situé en Écosse.

## Géographie
Le pont de Skye est situé dans le Nord du Royaume-Uni, dans le Nord-Ouest de l'Écosse, dans le council area de Highland. Bien que sa finalité soit d'assurer un lien physique entre les îles de Grande-Bretagne et de Skye, il ne relie pas ces deux terres directement entre elles. En effet il relie l'île de Skye à son extrémité méridionale et celle d'Eilean Bàn à son extrémité septentrionale ; Eilean Bàn est une petite île comportant un phare et reliée à celle de Grande-Bretagne par un autre pont. Le pont de Skye franchit le Kyle Akin, une petite section du loch Alsh, entre les localités de Kyle of Lochalsh et Kyleakin.
Composé de deux voies, il est emprunté par la route A87. Il est constitué d'une arche à travée unique en poutre-caisson en béton précontraint de 250 mètres de longueur soutenue par deux piles en béton armé reposant sur des caissons immergés dans le loch. Deux travées latérales de 125 mètres de longueur chacune se trouvent de part et d'autre de la principale. Le tablier mesure de 4,7 à 12,5 mètres d'épaisseur.

## Histoire
Il est ouvert à la circulation le 16 octobre 1995 après trois ans de travaux utilisant la technique du porte-à-faux.

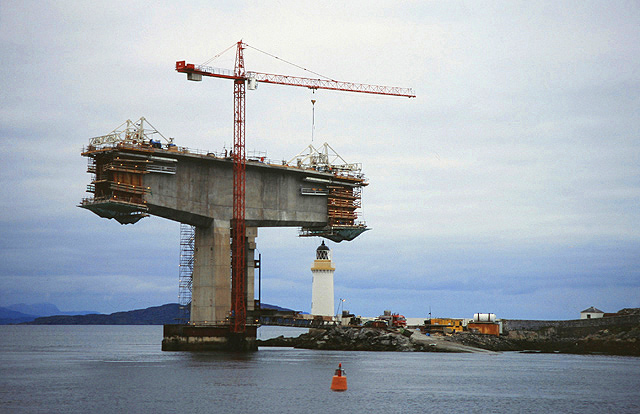
Le pont de Skye en construction en septembre 1994.

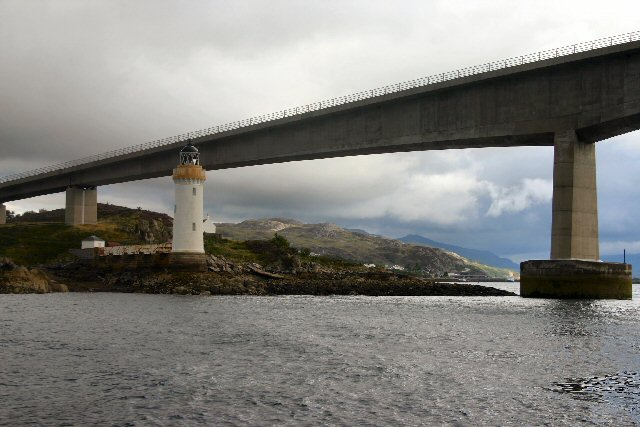
Vue du pont de Skye dominant le phare de Kyleakin et les eaux du Loch Alsh.